# 吉田昌郎
吉田 昌郎（よしだ まさお、1955年〈昭和30年〉2月17日 - 2013年〈平成25年〉7月9日）は、日本の技術者。東京電力（現：東京電力ホールディングス）元執行役員。
2011年3月11日の東日本大震災発生時に福島第一原子力発電所所長を務めていた人物で、福島第一原子力発電所事故の収束作業を指揮したことで知られる。

## 来歴
大阪府出身。1961年（昭和36年）に大阪市立金甌小学校（現：大阪市立中央小学校）に入学する。大阪教育大学教育学部附属天王寺中学校、大阪教育大学教育学部附属高等学校天王寺校舎を経て、1977年に東京工業大学工学部を卒業。高校時代は剣道部と写真部、大学時代はボート部に所属。高校での成績は学年の180人中20番くらいであった。1979年、同大学大学院理工学研究科を修了、原子核工学を専攻していた。指導教官は井上晃。

### 東京電力入社後
通商産業省からも内定を貰っていたが、大学の先輩の勧めで東京電力に入社。入社後は各地の原子力発電所の現場作業を転々とし、本店勤務は数えるほどだった。福島第一原子力発電所・福島第二原子力発電所両原発の発電部保守課、ユニット管理課などを経て、福島第一原子力発電所1・2・3・4号ユニット所長を務めた。
最初に配属された勤務先は福島第二原子力発電所2号機の建設事務所であり、上司に武黒一郎がいた。その後、大学生の時に知り合った女性と結婚し3人の子供を授かる。1995年から4年間、電気事業連合会原子力部に課長待遇として出向した。2002年7月には本店の原子力管理部グループマネージャーになった。2007年4月1日付で、本店に原子力技術・品質安全部を改組して新たに設置された原子力設備管理部の部長に就き、その後執行役員兼務となる。
2002年に文部科学省の地震調査研究推進本部が「貞観津波、明治三陸津波、昭和三陸津波のような東日本の太平洋岸を襲う大津波は、今後は三陸沖から福島沖、房総沖にかけて、どこで起きてもおかしくない」という報告をまとめた。その報告を受けて2008年に行われた東京電力の独自調査では、福島第一原子力発電所に想定を大きく超える津波が来る可能性を示す評価結果が得られ、原子力・立地本部の幹部は危険性を指摘した。しかし吉田が部長を務める原子力設備管理部は「そのような津波が来るはずはない」と主張し、上層部も了承したため「現実にはあり得ない」と判断して動かず、建屋や重要機器への浸水を防ぐ策が講じられなかった。このことが東京電力福島原子力発電所における事故調査・検証委員会により明らかにされている。
ただし、2002年に公益社団法人土木学会が、2006年に内閣府中央防災会議がそれぞれ「福島沖に波源はなく、福島沖と茨城沖を災害対策の検討対象から除外する」という見解を発表したことを受け、吉田は明治三陸沖地震の波源が仮に福島沖にあった場合の津波高を自主試算させ、最大波高15.7mという結果を得る。それを基に土木学会に「福島沖に波源がない」見解と自主試算結果の審議を正式に依頼した。さらに吉田は堆積物調査を行い、貞観地震の際の推定津波高を4mと試算した。このように吉田個人は津波対策を軽視していたわけではない。
また2009年6月にも、経済産業省の公式会議である「総合資源エネルギー調査会 原子力安全・保安部会 耐震・構造設計小委員会 地震・津波、地質・地盤合同ワーキンググループ」内で、産業総合研究所の岡村行信活断層・地震研究センター長は「東電は津波対策として貞観地震を検討すべき」と明言し、想定を格段に厳しく見直すべきだと指摘していた。
2007年の新潟県中越沖地震に対する東京電力の対応に関し、2009年に武黒一郎副社長、武藤栄常務らとともに役員として1か月5パーセントの減給措置となる。
2010年6月から執行役員・福島第一原子力発電所所長となる。4度目の福島第一原子力発電所勤務であった。

## 福島第一原子力発電所事故への対応

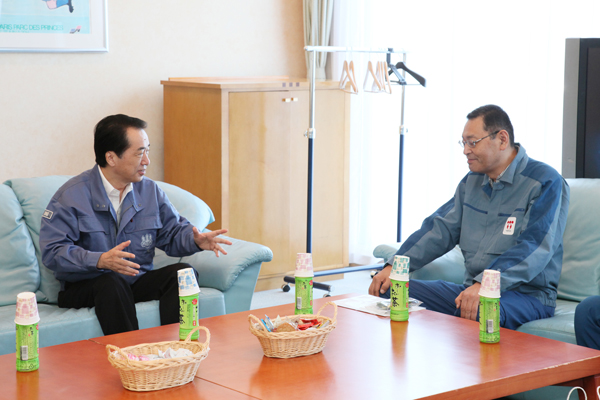
2011年7月16日、内閣総理大臣の菅直人（左）と面会

2011年3月に東日本大震災とそれに伴う福島第一原子力発電所事故が起こり、現場で陣頭指揮を執った。
東日本大震災発生翌日の3月12日、海水注入開始後に、開始したことを知らされていない首相の菅直人が海水注入による再臨界の可能性について会議で取り上げたことを受けて、首相官邸の了承を得ず海水注入を開始したことを問題視した東京電力フェローの武黒一郎は、吉田に海水注入の中止を命じた。吉田はこの命令を受領しておきながら独断で続行を決意し、担当の作業員に小声で「今から言うことは聞くな（実行するな）」と耳打ちしたうえで、本社とのテレビ会議システムが稼動する中で同作業員を含む周囲部下全員へ「注水停止」を号令し、実際には注水を継続させた。証言については、直前のテレビ会議で武黒一郎らなどの注水停止命令に対し吉田は継続を一言も主張せず、その後、注水を停止したと長らく証言し、国際原子力機関(IAEA)の査察団が来日した際に注水を継続していたと翻意した。吉田は翻意の理由について「官邸や東電本社は信用できず、国際調査団なら信用できる」と最終的に述べている。
3月13日、東京電力の社内テレビ会議にて「2号機の海水注入ラインはまだ生きていない。そこを生かしに行くにはかなり勇気がいるんだけど、これはもう『爺の決死隊』でいこかということを今相談したんで」と発言している。
会社内では親分肌で温厚な性格と評されていたが、原発事故の発生後は感情を表に出すことが増えた。同年4月上旬、1号機の格納容器が水素爆発するのを防ぐため、テレビ会議で本店から窒素ガス注入を指示された際には「やってられんわ！ そんな危険なこと、作業員にさせられるか」と上層部に声を荒らげた。翌日には抗議の意味を込めてサングラス姿でテレビ会議に出席し東電役員らを驚かせた。
東京電力本店が、内閣府原子力災害対策本部の理解を得られていないため海水注入作業を一時中断せよと命令したことを無視し、独断で海水注入を続けさせたことで、6月に上司の武藤栄副社長が解任論を唱えた。当時原子力安全委員会委員長を務めていた班目春樹東京大学大学院工学系研究科教授からも「中断がなかったのなら、私はいったい何だったのか」などと不信の声が上がった。これに対し菅直人内閣総理大臣が「事業者の判断で対応することは法律上、認められている。結果としても注入を続けたこと自体は決して間違いではなかった」と解任は不要との見解を示し、武藤副社長らの解任論を抑えた。班目春樹ものちに、吉田が東京電力本店の命令に反して注水作業を続けていなければ「東北・関東は人の住めない地域になっていただろう」と語った。ただし、2017年2月時点のシミュレーションに基づく分析によれば、注水は抜け道から漏れ、「1秒あたり、0.07〜0.075リットル。ほとんど炉心に入っていないことと同じ」であったとされている。
吉田は体調不良を押しながら4号機燃料プールの補強工事を行っていたが、人間ドックで食道癌が発見され、2011年11月24日に入院した。その後2011年12月1日付で病気療養のために所長職を退任し、本店の原子力・立地本部事務委嘱の執行役員に異動となった。東京電力によると被曝線量は累計約70ミリシーベルトで、医師の判断では、被曝と病気との因果関係は極めて低いとしている。一方で、医学博士の米山公啓は極度のストレスが癌を進行させた可能性を指摘している。入退院を繰り返し抗癌剤治療を経て、2012年に食道切除術を受けた。その後は東京電力福島原子力発電所事故調査委員会（2011年12月8日発足 - 2012年10月24日事務局閉鎖）の調査などを受けていた。
2012年6月11日、福島原発告訴団が東電役員など33人を業務上過失致死傷と公害犯罪処罰法違反の疑いで刑事告訴したが、被告の中には吉田も含まれていた。
2012年7月30日に東京電力は、吉田が同年7月26日に外出先で脳出血のため倒れ緊急入院し、緊急手術が行われたと発表した。容態については「重篤だが意識はあり、生命に別条はない」とした。
2012年11月30日、東電の社内テレビ会議映像が公開され、映像には2011年4月4日夜に吉田が放射性汚染水を海洋に放出する「ゴーサイン」を出した内容も含まれていたが、放出に至るまでの政府と東電の協議の経緯は含まれておらず、詳細は不明のままである。
吉田は治療のかたわら、原発事故に関する回想録の執筆を行っていたが、2013年7月8日の深夜に容態が悪化、翌7月9日、食道癌のため慶應義塾大学病院で死去。58歳没。死去に際し、廣瀬直己東京電力社長から「決死の覚悟で事故対応にあたっていただきました。社員を代表して心より感謝します」との声明が出された。安倍晋三内閣総理大臣からは「大変な努力をされた。ご冥福をお祈りしたい」とのコメントが出され、菅直人元内閣総理大臣も「強力なリーダーシップを発揮し、事故がさらに拡大するのを押しとどめるのに大変な役割を果たした。大学の後輩でもあり、ある意味、戦友とも言える人だった」と死を惜しんだ。8月23日には青山葬儀所でお別れの会及び告別式が開かれ、安倍総理大臣、菅元総理大臣、海江田万里民主党代表、細野豪志元原子力防災担当大臣など1,050人が参列。廣瀬社長が「事故拡大の阻止に死力を尽くして当たられました。吉田さんが福島の地と人々を守ろうと、身をもって示した電力マンの責任と誇りを深く胸に刻みます」との追悼の辞を述べた。

## 「吉田調書」
東京電力福島原子力発電所における事故調査・検証委員会（政府事故調）は、2011年に13回、延べ28時間あまりにわたって吉田に聴き取りをおこない、全7編約50万字一問一答形式の「聴取結果書」をとりまとめた。
2014年5月、朝日新聞がこれを「吉田調書」と名付け「所長命令に違反 原発撤退」のタイトルでスクープ記事を掲載し、これを受けて海外の有力メディアは「パニックに陥った作業員が原発から逃走」などと報じた。同年8月18日、産経新聞が朝日の報道内容を否定する形で調書について報じ、他の報道機関もこれに続いた。
この「聴取結果書」について、日本国政府は「（吉田）本人から非開示を求める上申書が出ていた」として公開しない方針だったが（ただし、記録が公開される可能性があることについて吉田自身が同意した上で聴取が実施されている）、「断片的に取り上げられた記事が複数の新聞に掲載され、一人歩きするというご本人の懸念が顕在化しており、このまま非公開となることでかえってご本人の遺志に反する結果になると考えた」として方針を転換し、同年9月11日に公開に踏み切った。

この「ご本人の懸念」とは、吉田が「私が貴委員会からの聴取を受けた際、自分の記憶に基づいて率直に事実関係を申し上げましたが、時間の経過に伴う記憶の薄れ、様々な事象に立て続けに対処せざるを得なかったことによる記憶の混同などによって、事実を誤認してお話ししている部分もあるのではないかと思います。そのため、私が貴委員会に対して申し上げたお話の内容のすべてが、あたかも事実であったかのようにして一人歩きしないだろうか、他の資料やお話ときちんと照らし合わせた上で取り扱っていたのであろうか」と述べていたことである。

## 略歴
- 1955年 - 大阪府生まれ
- 1967年 - 大阪市立金甌小学校（現：大阪市立中央小学校）卒業
- 1970年 - 大阪教育大学教育学部附属天王寺中学校卒業（21期）
- 1973年 - 大阪教育大学教育学部附属高等学校天王寺校舎卒業（15期）
- 1977年 - 東京工業大学工学部機械物理工学科卒業
- 1979年 - 東京工業大学大学院理工学研究科原子核工学専攻修士課程修了
- 1979年 - 東京電力入社
- 2007年 - 東京電力執行役員 原子力・立地本部原子力設備管理部長（初代）
- 2010年 - 東京電力執行役員 原子力・立地本部福島第一原子力発電所所長 兼 立地地域部福島第一原子力調査所所長
- 2011年 - 東京電力執行役員 原子力・立地本部福島第一安定化センター福島第一原子力発電所長 兼 立地地域部福島第一原子力調査所所長（改組）
- 2011年11月24日 - 食道癌の治療のため入院
- 2011年12月1日 - 東京電力執行役員・原子力・立地本部事務委嘱（病気療養のため）
- 2012年2月 - 食道切除術を受ける
- 2012年7月26日 - 脳出血で倒れ緊急入院・手術
- 2013年7月9日 - 食道癌のため慶應義塾大学病院で死去

## 人物
小学校の同級生によると、非常に勉強ができる上に自分の意見を押し通し、親分肌でもあったという。社内の評価は「豪快」「親分肌」、部下思いのため現場の信望は厚く性格はおおらかといわれている。偉ぶることのない性格で、部下の社員のみならず、下請け企業の作業員からも人望があった。また、福島第一原子力発電所での部下であった元サッカー日本女子代表でタレントの丸山桂里奈は、吉田を「いつも優しくて、面白い」と評している。
宗教に造詣があり、若い頃から宗教書を読み漁っていた。趣味は寺めぐり。座右の書は『正法眼蔵』で、東電の事務所内に置いていたという。

## 報文・寄稿文
- 吉田昌郎「F09(2) 柏崎刈羽原子力発電所の評価の状況(F09 中越沖地震の柏崎刈羽原子力発電所への影響評価と学会としての今後の取り組み,先端技術フォーラム,21世紀地球環境革命の機械工学:人・マイクロナノ・エネルギー・環境)」『年次大会講演資料集』第2008巻、日本機械学会、2008年、155-156頁、doi:10.1299/jsmemecjsm.2008.9.0_155、NAID 110007705945。
- 小森明生, 吉田昌郎, 吉井良介「討論セッション 開発中の技術 日本の原子力発電の現状と将来の展望 (第20回世界エネルギー会議(WEC) ローマ大会特集) -- (日本からの登壇者・参加者からのご報告)」『動力』第57巻、日本動力協会、2008年2月、35-48頁、ISSN 02855097、NAID 40015891049。
- 佐田務「地震による設備の健全性への影響などを議論 : 学会が柏崎刈羽発電所と中越沖地震で特別セッション」『日本原子力学会誌』第50巻第6号、日本原子力学会、2008年6月、358-360頁、doi:10.3327/jaesjb.50.6_358、ISSN 18822606、NAID 10020752928。
- 吉田昌郎「新潟県中越沖地震の柏崎刈羽原子力発電所への影響と今後の取り組み--さらに安全な原子力発電所を目指して」『電気評論』第93巻第7号、電気評論社、2008年7月、7-14頁、ISSN 02855860、NAID 40016154178。
- 吉田昌郎「新潟県中越沖地震の原子力発電所への影響--原子力設備の耐震安全性」『広領域教育』第70号、広領域教育研究会、2008年11月、12-19頁、ISSN 03896986、NAID 40016988301。
- 門田隆将「ありがとう、そしてお疲れさまでした 東電・吉田昌郎(元福島第1原発所長)さんへのレクイエム(鎮魂歌) : あの時、確かにひとりの男がこの国を救った」『週刊現代』第55巻第27号、講談社、2013年7月、66-69頁、NAID 40019693385。
- 門田隆将「日本を救った男 「吉田昌郎」の遺言」『Will : マンスリーウイル』第105号、ワック、2013年9月、30-39頁、NAID 40019704850。
- 門田隆将, 田原総一朗「追悼・吉田昌郎元所長 : 社命に背いて日本を救った男の生き様」『Voice』第429号、PHP研究所、2013年9月、22-31頁、ISSN 0387-3552、NAID 40019724628。
- 「一流に学ぶ人生のヒント(12)福島第一原子力発電所 吉田昌郎 元所長」『祖国と青年』第462号、日本協議会、2017年3月、12-15頁、ISSN 0387-9437、NAID 40021120322。
- 添田孝史「歴史修正映画『Fukushima 50』が描かない真実 吉田昌郎所長が東電本店時代にした工作」『金曜日』第28巻第12号、金曜日、2020年3月、50頁、NAID 40022194540。

## 演じた俳優
- 山下真司 - 日本テレビ『1000年後に残したい…報道映像』（2011年12月23日放送）
- 大杉漣 - 『NHKスペシャル』（2016年3月13日・2018年3月17日放送・2024年03月10日放送）
- 菅原大吉 - 『NHKスペシャル』（2017年3月12日放送）
- 渡辺謙 - 映画『Fukushima 50』（2020年3月6日公開）
- 役所広司 - Netflix『THE DAYS』（2023年6月1日公開）